# Richard Lewontin
Richard Charles Lewontin (New York, 29 marzo 1929 – Cambridge, 4 luglio 2021) è stato un biologo e genetista statunitense.
Ha avuto un ruolo guida nello sviluppo delle basi matematiche della genetica delle popolazioni e della teoria dell'evoluzione, ed è stato uno dei primi ad applicare tecniche della biologia molecolare, come l'elettroforesi su gel, per lo studio di problemi di variazione ed evoluzione genetica. In due articoli del 1966 scritti con J.L. Hubby, pubblicati nella rivista Genetics, contribuì a porre le basi della moderna disciplina dell'evoluzione molecolare.
Lewontin e Stephen Jay Gould introdussero con un loro celebre articolo del 1979, The Spandrels of San Marco and the Panglossian Paradigm ("I rinfianchi di San Marco ed il paradigma panglossiano"), il termine - originariamente architettonico - inglese spandrel (trad. "rinfianco, rinforzo laterale") nel gergo tecnico della biologia evolutiva per indicare una caratteristica biologica che compare come conseguenza della modifica di un altro tratto. Lewontin ha criticato con forza il determinismo genetico, specialmente nella forma in cui appare presentato dalla sociobiologia e dalla psicologia evoluzionista.

## Biografia
Lewontin è nato a New York da famiglia ebraica, e ha frequentato la Forest Hills High School e la École Libre des Hautes Études a New York. Nel 1951 ha conseguito la laurea in biologia all'università di Harvard, e nel 1952 la laurea in statistica matematica, seguita da un dottorato in zoologia; queste ultime entrambe alla Columbia University, dove è stato allievo di Theodosius Dobzhansky. Lewontin ha insegnato alla North Carolina State University, all'università di Rochester, e all'università di Chicago. A partire dal 1973 è stato professore di zoologia e di biologia all'università di Harvard. Ha lavorato con molti filosofi della biologia, tra cui William C. Wimsatt, Elliott Sober, Philip Kitcher, Elisabeth Lloyd, Peter Godfrey-Smith, e Robert Brandon, sui quali ha avuto influenza.

### Studi sulla genetica delle popolazioni
Lewontin ha compiuto studi sia teorici che sperimentali in questo campo. Caratteristico del suo lavoro è stato l'interesse per le nuove tecnologie: è stato il primo a compiere una simulazione al computer del comportamento di un singolo locus genico (le simulazioni fatte in precedenza riguardavano modelli a più loci). Nel 1960 lui e Ken-Ichi Kojima furono i primi a formulare le equazioni per i cambiamenti delle frequenze degli aplotipi dovute alla selezione naturale interagente su due loci; questo diede l'avvio a un'ondata di ricerche teoriche sulla selezione su due loci negli anni sessanta e settanta. L'articolo dava una derivazione teorica degli equilibri attesi, e studiava le dinamiche del modello per mezzo di iterazioni eseguite da computer. Lewontin in seguito introdusse la misura D' del linkage disequilibrium. (Un risultato di cui potrebbe essere meno felice è la creazione dell'espressione "linkage disequilibrium", che è stata poco apprezzata da molti genetisti delle popolazioni)
Nel 1966, con Jack Hubby, pubblicò un articolo che rivoluzionò la genetica delle popolazioni. I due utilizzarono l'elettroforesi su gel delle proteine per esaminare numerosi loci nella Drosophila pseudoobscura, e annunciarono che gran parte dei loci erano polimorfici e che per un generico locus c'era una probabilità di circa il 15% che l'individuo fosse eterozigote. (Harry Harris annunciò risultati simili per gli esseri umani all'incirca nello stesso periodo). I lavori precedenti con l'elettroforesi su gel riguardavano variazioni in loci singoli e non lasciavano intendere quanto la variazione fosse comune.
L'articolo di Lewontin e Hubby inoltre discuteva se la causa degli gli alti livelli di variabilità potesse essere la selezione stabilizzante o la mutazione neutrale. Anche se i due non si dichiararono a favore della neutralità, la loro fu la prima chiara enunciazione della teoria neutrale dell'evoluzione di Kimura sui livelli di variabilità all'interno di una specie. L'articolo ebbe un grande impatto: la scoperta di elevati livelli di variabilità molecolare fornì ai genetisti delle popolazioni abbondante materiale su cui lavorare, e la possibilità di studiare variazioni in singoli loci. Le possibili spiegazioni teoriche di questo esteso polimorfismo furono poi oggetto della maggior parte delle successive ricerche di genetica delle popolazioni. Martin Kreitman più tardi, quando studiava per un Ph.D. presso il laboratorio di Lewontin, avrebbe svolto un pionieristico esame della variabilità delle sequenze di DNA a livello di popolazione.

#### Studi sulla diversità genetica umana
In un articolo Lewontin mostrò che la maggior parte della variazione (80-85%) entro le popolazioni umane si verifica all'interno di gruppi geografici locali, e che le differenze attribuibili ai tradizionali gruppi razziali costituiscono una parte minore della variabilità genetica umana (fino al 15%). In un articolo del 2003, A.W.F. Edwards ha criticato la conclusione di Lewontin secondo cui, poiché la probabilità di un'errata classificazione razziale di un individuo in base alla variazione di un singolo locus genico è di circa il 30%, ne consegue che la razza è un costrutto tassonomico infondato. Edwards ha definito questo ragionamento errato come "fallacia di Lewontin".

### Critica della biologia evoluzionistica ortodossa
Nel 1975, quando il libro Sociobiologia di E.O. Wilson propose spiegazioni evoluzionistiche per i comportamenti sociali umani, Lewontin, Stephen Jay Gould e altri lo attaccarono in Contro la 'sociobiologia'.
Lewontin e Gould (allora suo collega a Harvard) coniarono il termine spandrel, ispirato dall'omonimo termine architettonico (in italiano, "pennacchio") che trasferirono nel contesto della teoria dell'evoluzione in un influente articolo del 1979, The spandrels of San Marco and the Panglossian paradigm: a critique of the adaptationist programme (I pennacchi di San Marco e il paradigma panglossiano: una critica del programma adattamentista). Con "spandrel" essi indicarono una caratteristica di un organismo sviluppatasi come conseguenza necessaria di un'altra, e non come risultato diretto della selezione. La frequenza relativa in natura degli spandrel rispetto alle caratteristiche risultato dell'adattamento resta tuttora un argomento controverso nella biologia evoluzionistica.
Nell'articolo The Units of Selection, Lewontin è stato uno dei primi sostenitori dell'esistenza di una gerarchia di livelli a cui opera la selezione naturale. Ha avuto una forte influenza su vari filosofi della biologia, tra cui William C. Wimsatt, che ha insegnato con Lewontin e Richard Levins all'università di Chicago, Robert Brandon e Elisabeth Lloyd, che sono stati suoi allievi, Philip Kitcher e Elliot Sober. Lewontin ha sostenuto brevemente la natura storica della causalità biologica in Is Nature Probable or Capricious?.
In "Organism and Environment", pubblicato in Scientia, e in forma più divulgativa nell'ultimo capitolo di Biologia come ideologia, Lewontin ha sostenuto che, mentre il darwinismo tradizionale ha descritto l'organismo come soggetto passivo di influenze ambientali, sarebbe più corretto descrivere l'organismo come costruttore attivo del suo ambiente. Le nicchie ecologiche non sono ricettacoli vuoti e precostituiti in cui gli organismi vengono inseriti, ma sono definite e create dagli organismi stessi. Il rapporto organismo-ambiente è dunque reciproco e dialettico. M.W. Feldman, K.N. Laland, e F.J. Odling-Smee, tra gli altri, hanno sviluppato l'idea di Lewontin in modelli più dettagliati.
Lewontin ha a lungo criticato i tradizionali approcci neodarwinisti all'adattamento. Nell'articolo Adattamento scritto per l'Enciclopedia Einaudi, e in una versione più cauta in Scientific American, ha sottolineato la necessità di dare una caratterizzazione ingegneristica dell'adattamento, distinta dalla misurazione della numerosità della prole, invece che assumere semplicemente che gli organismi si trovino a un optimum adattivo. Lewontin ha sostenuto che la sua critica dell'adattamentismo deriva dalla sua opinione secondo cui gli errori della sociobiologia riflettono assunzioni sbagliate molto diffuse nel neodarwinismo, secondo cui, a suo parere, tutti i tratti biologici sono risultato dell'adattamento.

### Critiche alla sociobiologia e alla psicologia evoluzionistica
Insieme ad altri, come Gould, Lewontin è stato un critico tenace di alcuni temi del neodarwinismo; in particolare ha criticato sociobiologi ed etologi come Edward O. Wilson e Richard Dawkins, che tentano di spiegare i comportamenti e le strutture sociali degli animali in termini di vantaggio o di strategia evoluzionistici; quest'indirizzo di studio secondo Lewontin è controverso quando applicato agli esseri umani, poiché può essere considerato come una forma di determinismo genetico. Lewontin sostiene quella che lui considera una visione più sottile dell'evoluzione, che richiede una comprensione più attenta del contesto in cui l'organismo vive, oltre che dell'ambiente.
La preoccupazione per ciò che gli appare come una visione troppo semplicistica della genetica ha condotto Lewontin a numerosi interventi pubblici per promuovere le sue posizioni sulla biologia evoluzionistica e sulla scienza. In libri come Not in our genes (scritto insieme a Steven Rose e Leon J. Kamin) e numerosi articoli, Lewontin ha contestato la presunta ereditabilità di certi tratti comportamentali umani, come il quoziente di intelligenza, idea questa sostenuta da libri come The Bell Curve.
Alcuni studiosi hanno accusato Lewontin di respingere la sociobiologia per motivi non scientifici. Alcuni attribuiscono questo rifiuto a opinioni politiche (Wilson 1995); Lewontin a volte si è dichiarato marxista, o almeno di sinistra (Levins e Lewontin 1985). Altri (Kitcher 1985) hanno replicato che le critiche di Lewontin alla sociobiologia sono dettate da genuine preoccupazioni scientifiche e hanno sostenuto che gli attacchi ai motivi di Lewontin sono rivolti alla persona più che alle sue idee (argomento ad hominem).

### Agribusiness
Lewontin ha criticato alcune pratiche del settore agroindustriale. Ha sostenuto che il mais ibrido è stato sviluppato e diffuso non a causa della sua qualità superiore, ma perché permetteva alle grandi aziende del settore di costringere gli agricoltori ad acquistare semi ogni anno, invece che ripiantare i semi ottenuti dal raccolto precedente. Ha anche testimoniato in un processo in California contro il finanziamento pubblico delle ricerche per la produzione di raccoglitori automatici di pomodori, che favoriva i profitti delle aziende agroindustriali a scapito delle opportunità di lavoro degli operai agricoli.

## Riconoscimenti
- 1961: Fulbright Fellowship
- 1961: National Science Foundation Senior Postdoctoral Fellow
- 1970: Membro della National Academy of Sciences (dimessosi in seguito)
- 1994: Premio Sewall Wright della American Society of Naturalists
- 2015: Premio Crafoord (insieme a Tomoko Ohta)

## Opere
- "The evolutionary dynamics of complex polymorphisms" (con K. Kojima) Evolution 14: 458–472 (1960). doi:10.2307/2405995.
- "Is Nature Probable or Capricious?". Bio Science 16: 25–27.
- "A molecular approach to the study of genic heterozygosity in natural populations. II. Amount of variation and degree of heterozygosity in natural populations of Drosophila pseudoobscura" (con J. L. Hubby). Genetics 54: 595–609 (1966).
- "The Units of Selection". Annual Reviews of Ecology and Systematics 1: 1–18 (1970) doi:10.1146/annurev.es.01.110170.000245.
- "The Apportionment of Human Diversity," Evolutionary Biology, vol. 6 (1972) pp. 391–398.
- The genetic basis of evolutionary change. Columbia University Press, New York 1974, ISBN 0-231-03392-3.
- "Adattamento," Enciclopedia Einaudi, (1977) vol. 1, 198-214.
- "Adaptation," Scientific American, vol. 239, (1978) 212-228.
- "The spandrels of San Marco and the Panglossion paradigm: a critique of the adaptationist programme" (con S.J. Gould). Proc R Soc Lond B 205: 581–598 (1979) doi:10.1098/rspb.1979.0086 (I pennacchi di San Marco e il paradigma panglossiano: una critica del programma adattamentista, traduzione a cura di Alessandro Volpone e Lidia Scalera-Liaci, Edizioni on line del Quaderno SWIF di Storia della Scienza, 2002)
- "The Organism as Subject and Object of Evolution," Scientia vol. 188 (1983) 65-82.
- Not in Our Genes: Biology, Ideology and Human Nature (con Steven Rose e Leon J. Kamin) (1984) ISBN 0-394-72888-2 (Biologia, ideologia e natura umana: il gene e la sua mente, edizione italiana a cura di Giorgio Bignami e Luciano Terrenato, Mondadori, Milano 1983)
- The Dialectical Biologist (con Richard Levins), Harvard University Press (1985) ISBN 0-674-20283-X
- Biology as Ideology: The Doctrine of DNA (1991) ISBN 0-06-097519-9 (Biologia come ideologia: la dottrina del DNA, traduzione di Barbara Continenza, Bollati Boringhieri, Torino 1993, ISBN 88-339-0793-7)
- Human diversity (2nd ed.). Scientific American Library, New York 1995. ISBN 0-7167-6013-4 (La diversità umana, traduzione di Lucia Maldacea, Zanichelli, Bologna 1987, ISBN 88-08-03876-9)
- The Triple Helix: Gene, Organism, and Environment, Harvard University Press (2000) ISBN 0-674-00159-1
- It Ain't Necessarily So: The Dream of the Human Genome and Other Illusions, New York Review of Books (2000) (Il sogno del genoma umano e altre illusioni della scienza, traduzione di Michele Sampaolo, Laterza, Roma-Bari 2002, ISBN 88-420-6418-1)
- Biology Under The Influence: Dialectical Essays on the Coevolution of Nature and Society (with Richard Levins), (2007)